# Дагуань (Аньцин)
Дагуа́нь (кит. упр. 大观, пиньинь Dàguān) — район городского подчинения городского округа Аньцин провинции Аньхой (КНР). Район назван по существовавшему в этих местах посёлку.

## История
Во времена империи Цин эти места входили в состав уезда Хуайнин. В 1927 году урбанизированная часть уезда Хуайнин была выделена в город Аньцин, и эти места частично оказались внутри городской черты, а частично — вне. В 1930-х годах административное устройство этих мест неоднократно менялось.
23 апреля 1949 года был образован район Дагуань. В 1952 году он был переименован в Городской западный район (城西区), а в 1955 — в Западный городской район (西市区). В 1960 году район получил название Дагуань. В 1968 году он был вновь переименован в Западный городской район, но в 1980 году ему было возвращено название Дагуань.

## Административное деление
Район делится на 7 уличных комитетов, 1 посёлок и 2 волости.